# Diary (canção de Alicia Keys)
"Diary" é uma canção da cantora americana de R&B e soul Alicia Keys, com a participação do grupo Tony! Toni! Toné!. Escrita por Alicia e Kerry Brothers Jr., foi lançada em junho de 2004 como o terceiro single do segundo álbum de estúdio da cantora, The Diary of Alicia Keys (2003). Foi indicada "Melhor Performance de R&B por uma Dupla ou Grupo com Vocais" nos Grammy Awards de 2005.

## Faixas e formatos
CD single promocional nos Estados Unidos
1. "Diary" (edição para rádio) – 4:28
2. "Diary" (instrumental) – 4:45
3. "Diary" (Call Out Hook) – 0:10
4. "Diary" (edição para rádio, em mp3) – 4:28

CD 12" promocional nos Estados Unidos
1. "Diary" (edição para rádio)
2. "Diary" (instrumental)
3. "Diary" (versão do álbum)
4. "Diary" (acapella)
5. "Diary" (Hani Extended Club Mix)
6. "Diary" (Hani Mixshow)
7. "Diary" (Hani Dub)

## Equipe
| - Alicia Keys – Vocais principais, vocais de apoio, piano - Dwayne "D. Wigg" Wiggins – guitarra - John "Jubu" Smith – guitarra - Elijah Baker – baixo - Tim Christian Riley – piano - Carl "Rev" Wheeler – órgão - Stockley Carmichael – vocais de apoio - Jermaine Paul – vocais de apoio | - Alicia Keys – produção - Kerry "Krucial" Brothers – programação digital - Tony Black – engenharia - Ann Mincieli – engenharia - Manny Marroquin – mixagem |

## Paradas musicais
| Parada (2004)                   | Melhor posição |
| ------------------------------- | -------------- |
| Billboard Hot 100               | 8              |
| Billboard Hot R&B/Hip-Hop Songs | 2              |
| Billboard Hot Dance Club Play   | 1              |
| Parada (2005)                   | Melhor posição |
| Dutch Top 40                    | 38             |

## Certificações
| País           | Provedor | Vendas  | Certificação |
| -------------- | -------- | ------- | ------------ |
| Estados Unidos | RIAA     | 500.000 | Ouro         |